# Toshima (Kita)

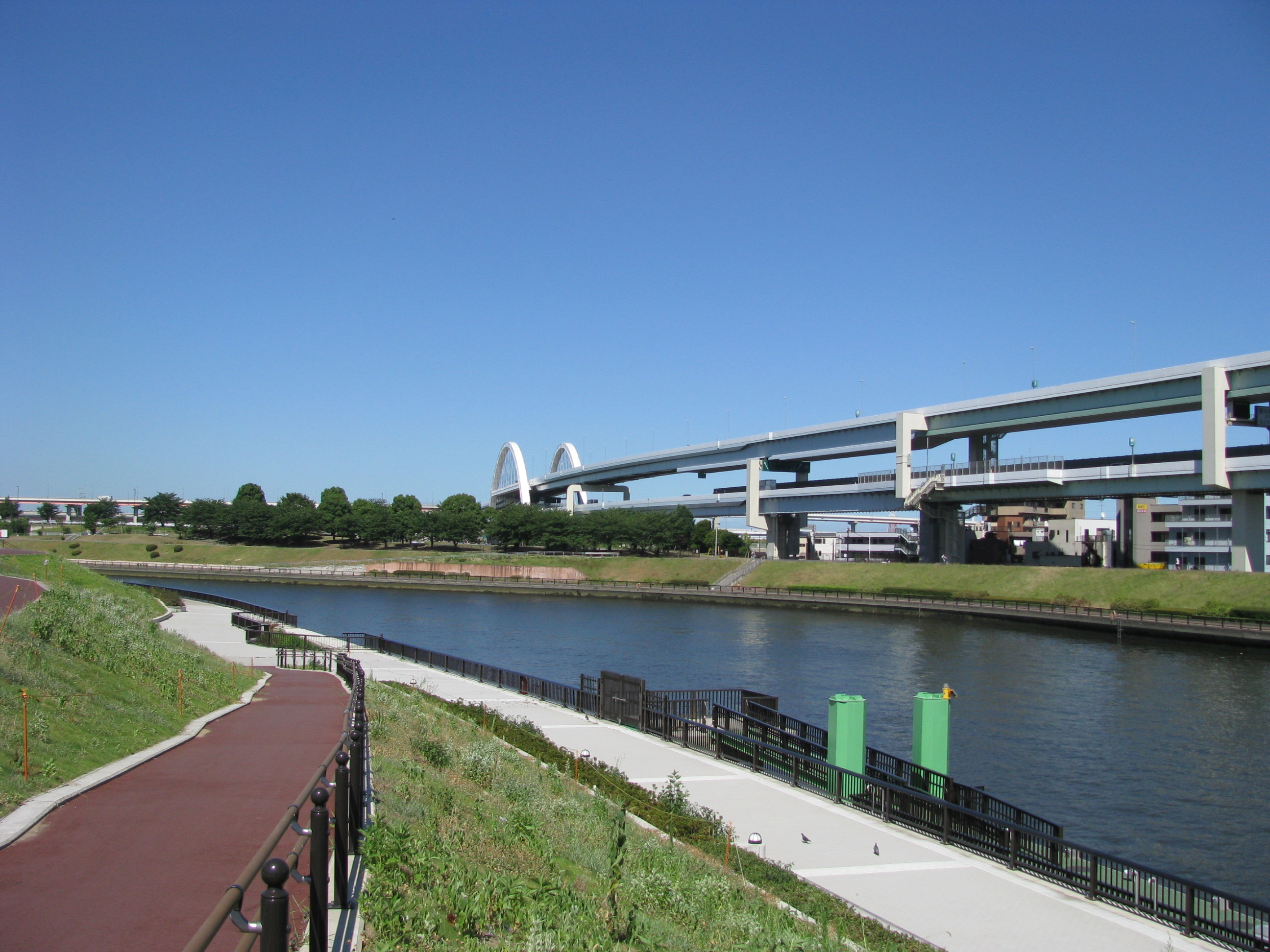
Eine Schleife des Sumidagawa begrenzt Toshima im Norden und im Südosten. Im Osten reicht der Stadtteil bis an den Arakawa.

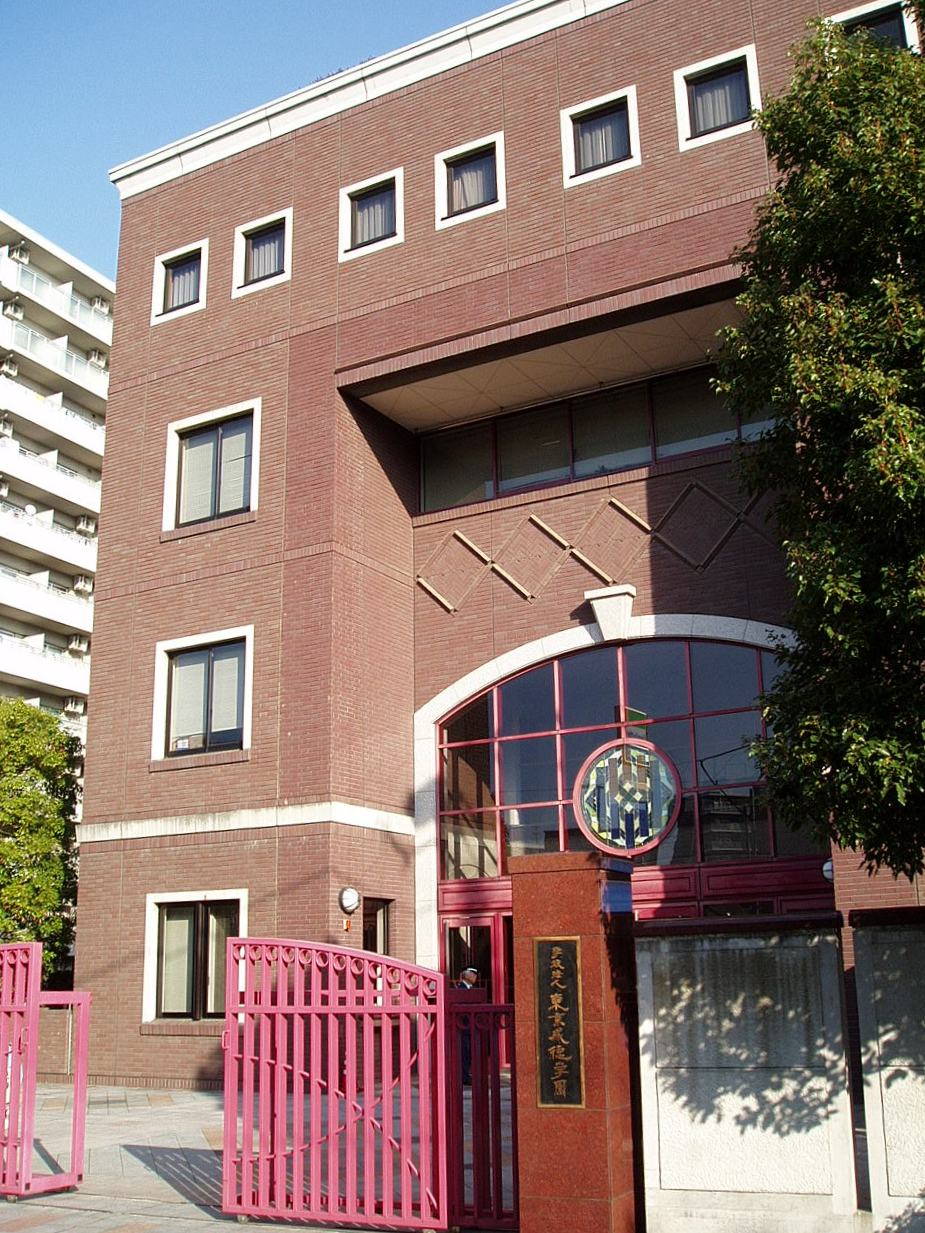
Die Ober- und Mittelschule der Seitoku-Universität in Toshima 8

Toshima (jap. 豊島) ist ein Stadtteil des Bezirks Nord (Kita-ku, engl. Kita City) der japanischen Präfektur Tokio. Er liegt im Osten des Bezirks im Norden Tokios am Ufer des Sumidagawa. Toshima gliedert sich in acht nummerierte Viertel, chōme. Auf einer Fläche von 1,56 km² hatte der Stadtteil nach der Volkszählung 2010 31.139 Einwohner. Die Postleitzahl von Toshima ist 114-0003.
Vom Altertum bis ins 19. Jahrhundert war die Gegend Teil des Kreises Toshima, zu dem bis ins Mittelalter auch die spätere Stadt Edo/Tōkyō gehörte. Der Kreis war auch Heimat und Machtbasis der gleichnamigen Adelsfamilie. Der Seikō-ji im heutigen Toshima 7-chōme wurde der Überlieferung nach im 12. Jahrhundert von Toshima Kiyomoto gestiftet, einem frühen Oberhaupt der Familie. In der Meiji-Zeit wurde der Landkreis Teil der Präfektur Tokio und 1878 in Nord- (Kita-Toshima) und Süd-Toshima (Minami-Toshima) geteilt. 1889 entstand im Kreis Nord-Toshima die Dorfgemeinde Ōji (Ōji-mura) – ab 1908 Stadt, -machi –, zu deren sechs Ortsteilen (ōaza) Toshima zählte. 1932 wurde Ōji in die Stadt Tokio eingemeindet und Toshima damit Teil des Stadtbezirks Ōji, in der Besatzungszeit Teil des „Sonderbezirks“ Kita. Seine heutigen Grenzen und die heutige Einteilung in chōme erhielt Toshima in den 1960er Jahren.